# Verbena paranensis
Verbena paranensis — вид трав'янистих рослин родини Вербенові (Verbenaceae), ендемік пд. Бразилії.

## Поширення
Ендемік пд. Бразилії.